# Józef Melzer
Józef Melzer (ur. 31 marca 1881 w Kamieńcu, zm. 1965 w Rogoźnie) – polski nauczyciel i pedagog, dyrektor Liceum Pedagogicznego w Rogoźnie.

## Życiorys
Urodził się w Kamieńcu w rodzinie Teodora i Franciszki z Nowickich. Po ukończeniu kamienieckiej szkoły powszechnej zdał egzamin wstępny do Seminarium Nauczycielskiego w Paradyżu, które ukończył w 1902. 1 kwietnia 1902 został nauczycielem w szkole podstawowej w Topoli Małej. Podczas I wojny światowej walczył na froncie wschodnim. Od 1 maja 1918 był nauczycielem Seminarium Nauczycielskiego w Rogoźnie. W 1920 wraz z dwoma innymi nauczycielami seminarium – Przyrowskim i Roskoszem – wstąpił ochotniczo do wojska.
W 1937 zreorganizowano system szkolnictwa i w miejsce zlikwidowanego seminarium powołano trzyletnie liceum pedagogiczne, którego pierwszym dyrektorem został Józef Melzer.
W czasie II wojny światowej był ścigany listem gończym przez władze okupacyjne i ukrywał się w Poznaniu pracując jako palacz i zamiatacz ulic.
W latach 1945–1948 pełnił funkcję Przewodniczącego Powiatowej Rady Narodowej w Obornikach.
Od 1945 organizował Liceum Pedagogiczne w Rogoźnie będąc jego dyrektorem aż do 1949, gdy jako „wrogowi ludu” odebrano mu wszelkie funkcje społeczne i przeniesiono na emeryturę.
Zrehabilitowany w 1957 i przywrócony do służby czynnej pracował już tylko (z uwagi na wiek) kilka godzin tygodniowo jako nauczyciel w rogozińskim liceum.